# Carlos Aurtenetxe Marculeta
Carlos Aurtenetxe Marculeta (San Sebastián, 1 de enero de 1942) es un poeta español que se ha dedicado a la narrativa, el ensayo y, sobre todo, a la poesía. Participó en las revistas Kurpil (1972-1975) y Kantil (1975-1981) publicadas en San Sebastián.

## Carrera literaria
Ingeniero químico de formación, trabajó durante años en un taller en Tolosa como jefe de calidad. Aurtenetxe dio sus primeros pasos literarios en la narrativa, pero desde que publica su primer cuento, en 1963, hasta que gana el Premio Ciudad de San Sebastián, con el relato Los lemmings (1977), Aurtenetxe irá poco a poco apostando por la poesía. Aunque ha publicado relatos en antologías y ha escrito obras de pensamiento y crítica, la poesía ha supuesto su principal actividad literaria. Así lo explica, en 1978, cuando afirma: «La causa de mi dedicación a la literatura, si causa se puede llamar, puede que sea este inmoderado dolor que el mundo me produce».
En 1979 publicó su primer libro de poemas, Caja de silencio, en la colección Ancia, dirigida por Jorge G. Aranguren.
En 1982 ganó el Premio Ciudad de Irún de Poesía con Pieza del templo (1983) y en 1983 el Premio Blas de Otero con Figuras en el friso; y el Premio Alonso de Ercilla del Gobierno Vasco con Las edades de la noche, que posteriormente fue traducido al euskera por Pello Zabaleta. Estos dos últimos libros fueron publicados por la Universidad del País Vasco con el título Palabra perdida/Galdutako hitza en 1990. Contiene la mayor parte de la poesía del período 1977-1989, con 21 colecciones de poemas, dos de ellas en francés, con una introducción de Fernando Aramburu.
Ha dedicado tres colecciones de poemas a tres escultores vascos. Con La casa del olvido, dedicado a Eduardo Chillida (1999), Aurtenetxe tuvo la necesidad de escribir poemas sobre lo que sintió en San Sebastián tras ver la exposición de Eduardo Chillida en 1992 y Chillida creó, a modo de respuesta, las imágenes que aparecen en el libro; Jorge Oteiza, la piedra acontecida (1999), compuesto por 29 poemas creados por las reflexiones del autor sobre su larga relación con Oteiza y su obra, e ilustrado con dibujos de Oteiza; y Acanto ciego / Molorrika itsu (2006), Aurtenetxe obtuvo la inspiración para este trabajo publicado en 2006 con collages del escultor en una visita al taller de Remigio Mendiburu en el año 2000.  Se tratan de diálogos entre la poesía y los dibujos y collages de los artistas.
Áspera llama. Antología poética (1977-2006) (2012) es el resultado de la recopilación y selección hecha por el autor de los libros Los cormoranes (2002), La casa del olvido (1999), La piedra acontecida (1999) y Acanto ciego (2006). La mayoría de los poemas fueron escritos originalmente en francés.

## Obra
Entre las obras más importantes:
- Caja de silencio (1977, Ediciones Vascas).
- Pieza del templo (1983, Caja de Ahorros de Guipúzcoa).
- Palabra perdida = Galdutako hitza: (1977-1989) poesía. (1990, Servicio de Publicaciones de la  Universidad del País Vasco).
- La casa del olvido (1999, Bermingham).
- Jorge Oteiza, la piedra acontecida (1999, Bermingham).
- Los cormoranes (2002, Bermingham).
- Auto de fe (2003, Bermingham).
- Acanto ciego: (Remigio Mendiburu) (2006, Bermingham).
- Chillida, 1980-2000: Museo Chillida Leku (2007, Fundación Caixa).
- Pedro Txillida: pinturas-esculturas: 21 de junio al 28 de julio de 2007 (2007, Gema Llamazares, Galería de Arte)
- Áspera llama: antología poética,1977-2006 (2012, Bermingham).
- Allí : (poema para Henrike Knörr) (2013, Bermingham).
- La locura del cielo (2015, El Gallo de Oro).
- Historia de la hierba (2018, El Gallo de Oro). ISBN 978-84-16575-39-8

## Premios

### Narratiba
- 1977, Premio Literario Ciudad de San Sebastián  Los lemmings.

### Poesía
- 1982, Premio Ciudad de Irún de Poesía, Pieza del templo.
- 1983, Premio Blas de Otero, Figuras en el friso.
- 1983, Premio Alonso de Ercilla del Gobierno vasco, Las edades de la noche.